# Socjaldemokratyczna Partia Rosji (2001)
Socjaldemokratyczna Partia Rosji (SDPR; ros. Социал-демократическая партия России; СДПР) – partia polityczna założona w Rosji przez Michaiła Gorbaczowa 26 listopada 2001 r.
Partia nazywała się wcześniej Rosyjską Zjednoczoną Partią Socjaldemokratyczną.

## Historia
Socjaldemokratyczna Partia Rosji była koalicją kilku partii socjaldemokratycznych, nie miała swoich mandatów w rosyjskiej Dumie Państwowej. Gorbaczow zrezygnował z funkcji lidera partii w maju 2004 r. z powodu nieporozumienia z przewodniczącym partii Konstantinem Titowem, który mimo sprzeciwu Gorbaczowa nalegał na porozumienie z prokremlowską partią Jedna Rosja w ubiegłorocznych wyborach parlamentarnych.
Konstantin Titow złożył rezygnację na III zjeździe partii, który odbył się 4 września 2004 r. Zjazd wybrał nowego przewodniczącego, Władimira Kiszenina.
W dniu 13 kwietnia 2007 roku partia straciła swój oficjalny status z powodu małej liczby członków. Zdecydowana większość bazy partii przegrupowała się pod sztandarem Unii Socjaldemokratów, nowej partii zorganizowanej i kierowanej przez Michaiła Gorbaczowa, założonej 20 października 2007 r.
Partia została rozwiązana 18 lipca 2007 roku.